# 李勳 (演員)
李勳（韓語：이훈，1973年5月6日—），男，韓國演員。

## 演出作品

### 電視劇
- 1997年：KBS《Star》
- 1999年：MBC《王朝》又譯《铁汉柔情》
- 2002年：MBC《馬上馬下》飾演 崔長雨
- 2003年：SBS《王的女子》
- 2005年：SBS《三葉草》
- 2006年：SBS《愛情與野望》飾演 朴泰修
- 2007年：SBS《尋找兒子三萬里》飾演 韓啟弼
- 2007年：SBS《我男人的女人》飾演 李東何
- 2008年：SBS《幸福百分百》飾演 李俊秀
- 2009年：SBS《Dream》
- 2011年：MBC《不屈的兒媳婦》飾演 文真宇
- 2012年：tvN《21世紀家族》飾演 李誠奇
- 2012年：MBC《May Queen》飾演 尹靖宇
- 2012年：TBS/SBS Plus《浪漫滿屋 TAKE2》飾演 李俊
- 2013年：KBS《一絲的純情》飾演 河正佑
- 2016年：SBS《愛情來了》飾演 琴方碩
- 2017年：KBS《最強送餐員》飾演 羅漢泰
- 2019年：KBS《優雅的母女》飾演 洪仁哲
- 2022年：KBS2《魔咒的戀人》飾演 鄭賢泰
- 2023年：MBC《天空的因緣》飾演 尹利昌

### 電影
- 2007年：《一番街的奇蹟》
- 2024年：《殺手遊戲》

### MV
- 2010年：Aurora《Tattabeul》
- 2012年：Aurora《捉迷藏》

## 外部連結
- 李勳在NAVER上的资料
- 李勳在互联网电影资料库（IMDb）上的資料（英文）